# En Lektion
En Lektion er en dansk stum melodramafilm fra 1911 produceret af Nordisk Films Kompagni instrueret af August Blom efter manuskript af Christian Nobel.
Filmen, der indeholder flere flyvescener, havde dansk premiere den 19. juli 1911 i Panoptikon i København. Filmen blev distribueret i flere lande i engelsktalende lande som The aviator and the journalist's wife og i fransktalende lande som L'aviateur et la femme du journaliste.

## Handling
Da journalisten Warren opdager, at en charmerende pilot er ved at forføre hans hustru, beslutter han at tage hævn. Han sniger sig ind i flyveren og forvandler den til en dødsfælde. Alt truer med at ende fatalt, men forføreren har også et es i ærmet. Til slut får begge mænd en lektion, de sent vil glemme.
Trekantsdramaet var et utroligt populært emne i de tidlige dramatiske stumfilm, der ofte handler om forsmået kærlighed, jalousi og misforståelser mellem elskende.

## Medvirkende
- Valdemar Psilander - Journalist Warren
- Else Frölich - Warrens hustru
- Einar Zangenberg - Aviatikeren Florian